# 極道兵器
『極道兵器』（ごくどうへいき）は、石川賢による日本の漫画。

## 概要
『コミックジャックポット』（リイド社）1996年6月号に読み切り掲載後、同誌1996年8月号から1997年10・11月合併号および、『週刊漫画サンデー』（実業之日本社）1998年12月15日から1999年1月19日号に連載され、リイド社から全3巻で刊行されている。後に「極道兵器 破壊編」「同 壊滅編」「同 滅殺編」のタイトルでリイド社から再刊。

## 登場人物

### 岩鬼組
岩鬼 将造（いわき しょうぞう）
主人公。破壊と殺戮を好む極めて狂暴な男で、常人離れした怪力と射撃の腕前を有する。関東有数の武闘派ヤクザ岩鬼組の御曹司だが、その危険性ゆえに日本を追い出され、南米で傭兵として暴虐の限りを尽くしていた。傭兵時代のコードネームはマッド・ドッグ（狂犬）。
世界の暗部を牛耳るデス・ドロップ・マフィアに対抗するため、日本政府の手により改造され、全身にミサイルや機関砲などの重火器を内蔵したサイボーグ「極道兵器」となる。
三太郎（さんたろう）
モヒカン刈りの特徴的な岩鬼組々員。傭兵時代を含め、全編にわたって将造と行動を共にする。
拓三（たくぞう）
岩鬼組々員。三太郎と同じく将造に随行。爆発物の扱いに長け、ビルの解体工事などもこなす。
山鬼 なよ子（やまき なよこ）
将造の許婚。22歳ながら、西日本屈指のヤクザ山鬼組の組長を務める。

### デス・ドロップ・マフィア
倉脇 重介（くらわき じゅうすけ）
デス・ドロップ・マフィアと結託し、岩鬼組々長（将造の父）を暗殺。日本侵略の尖兵となる。
将造との対決で幾度か重傷を負い、その度に肉体をサイボーグ化させて将造の前に立ちはだかる。
シャルロ
デス・ドロップ・マフィアの日本侵略を担当する幹部。倉脇や海座に兵器を与えて利用している。
ゴッドファーザー
デス・ドロップ・マフィア総帥。大陸進出の足がかりを作るため、シャルロに日本制圧を命じている。超能力者。

### その他
赤尾 虎彦（あかお とらひこ）
内閣特務捜査官。通称はレッド・タイガー。将造を極道兵器に改造させた張本人である。個人的武勇にも優れており、射撃の腕は正確無比。
沙織（さおり）
赤尾の部下。
海座 隆（かいざ たかし）
臨海新都心を支配する学生ヤクザ。通称カイザー。原子爆弾の起爆装置を身体に埋め込んでおり、その脅威を背景に一大勢力を築いている。
岡村 鉄男（おかもと てつお）
将造の少年刑務所時代の親友。将造と共に天下を取ると誓い「天取組」を興すが、大王組の流したシャブで身を持ち崩している。
山林（やまばやし）
将造の叔父分。スクラップ工場を経営する傍ら、衛星兵器を携え天下取りを狙っている。
黒龍（こくりゅう）
本名黄広天。中国系のヤクザ。祖国に残してきた貧しい兄弟たちを気にかけている。

## 真・極道兵器
『極道兵器』の連載前に同じ題名で発表されたパイロット版読み切り。連載版との話の繋がりは無い。単行本には『真・極道兵器』として収録されている。

### 『真・極道兵器』の登場人物
竜二（りゅうじ）
『真・極道兵器』の主人公。別名・皆殺しの竜。全身をサイボーグに改造している。
戦いを求めて外人部隊に居たが、古巣の滋賀組が裏切りで潰された為、復讐のため日本へ舞い戻る。
影山（かげやま）
志賀組幹部。竜二の帰還を信じて旧態を貫く組長らを殺害し、志賀組を乗っ取る。兵器を蓄えて日本制覇を狙っている。

## 実写映画版
『SUSHI TYPHOON まつり』の1作として日活による制作・配給で、2011年7月23日公開。R15+指定。坂口拓自身が監督・主演を担当。
キャッチコピーは「この兵器（カラダ）、最高じゃ!」

### スタッフ
- 監督・脚本 - 坂口拓、山口雄大
- アクション監督 - 下村勇二
- 製作 - 杉原晃史、中西孝
- プロデューサー - 千葉善紀、高篠秀一、木村俊樹
- 原作 - 石川賢
- 撮影 - 岡雅一
- 音楽 - 森野宣彦
- VFXスーパーバイザー - 鹿角剛司
- 製作会社 - 日活、AG-ONE
- 配給 - 日活

### キャスト
- 岩鬼将造 - 坂口拓
- 岡村鉄男 - 村上淳
- 山鬼なよ子 - 黒川芽以
- 倉脇重介 - 鶴見辰吾
- 殺し屋ナースの一員 - 坂ノ上朝美
- ペ・ジョンミョン
- 麿赤兒
- 山中アラタ
- 鷲巣あやの
- 泉カイ
- 仁科貴
- 森本のぶ
- 佐々木心音